# Africký pohár národů 1990
Africký pohár národů 1990 bylo 17. mistrovství pořádané fotbalovou asociací CAF. Vítězem se stala Alžírská fotbalová reprezentace.

## Kvalifikace
Hlavní článek: Kvalifikace na Africký pohár národů 1990

## Základní skupiny

### Skupina A
| Tým               | B | Z | V | R | P | VG | IG | +/- |
| ----------------- | - | - | - | - | - | -- | -- | --- |
| Alžírsko          | 6 | 3 | 3 | 0 | 0 | 10 | 1  | +9  |
| Nigérie           | 4 | 3 | 2 | 0 | 1 | 3  | 5  | -2  |
| Pobřeží slonoviny | 2 | 3 | 1 | 0 | 2 | 3  | 5  | -2  |
| Egypt             | 0 | 3 | 0 | 0 | 3 | 1  | 6  | -5  |

| 2. března 1990                                               |        |                     |                                                                            |
| Alžírsko                                                     | 5:1    | Nigérie             | Stade 5 Juillet 1962, Alžír diváci: 60 000 rozhodčí: Shizuo Takada (Japan) |
| Rabah Madžer 36', 58' Djamel Menad 69', 72' Djamel Amani 88' | Report | Emmanuel Okocha 82' | Stade 5 Juillet 1962, Alžír diváci: 60 000 rozhodčí: Shizuo Takada (Japan) |

| 3. března 1990                            |     |                       |                             |
| Pobřeží slonoviny                         | 3:1 | Egypt                 | Stade 5 Juillet 1962, Alžír |
| Abdoulaye Traoré 53', 60' Serge Maguy 73' |     | Adel Abdel Rahman 75' | Stade 5 Juillet 1962, Alžír |

| 5. března 1990                                                   |        |                   |                                                                                |
| Alžírsko                                                         | 3:0    | Pobřeží slonoviny | Stade 5 Juillet 1962, Alžír diváci: 75 000 rozhodčí: Idrissa Sarr (Mauritánie) |
| Djamel Menad 23' Tahar Cherif El-Ouazzani 81' Chérif Oudjani 82' | Report |                   | Stade 5 Juillet 1962, Alžír diváci: 75 000 rozhodčí: Idrissa Sarr (Mauritánie) |

| 5. března 1990    |     |       |                             |
| Nigérie           | 1:0 | Egypt | Stade 5 Juillet 1962, Alžír |
| Rashidi Yekini 8' |     |       | Stade 5 Juillet 1962, Alžír |

| 8. března 1990    |     |                   |                             |
| Nigérie           | 1:0 | Pobřeží slonoviny | Stade 5 Juillet 1962, Alžír |
| Rashidi Yekini 3' |     |                   | Stade 5 Juillet 1962, Alžír |

| 8. března 1990                   |        |       |                                                                                     |
| Alžírsko                         | 2:0    | Egypt | Stade 5 Juillet 1962, Alžír diváci: 85 000 rozhodčí: Eganaden Cadressen (Mauricius) |
| Djamel Amani 39' Moussa Saïb 43' | Report |       | Stade 5 Juillet 1962, Alžír diváci: 85 000 rozhodčí: Eganaden Cadressen (Mauricius) |

### Skupina B
| Tým     | B | Z | V | R | P | VG | IG | +/- |
| ------- | - | - | - | - | - | -- | -- | --- |
| Zambie  | 5 | 3 | 2 | 1 | 0 | 2  | 0  | +2  |
| Senegal | 4 | 3 | 1 | 2 | 0 | 2  | 0  | +2  |
| Kamerun | 2 | 3 | 1 | 0 | 2 | 2  | 3  | -1  |
| Keňa    | 1 | 3 | 0 | 1 | 2 | 0  | 3  | -3  |

| 3. března 1990        |     |         |                           |
| Zambie                | 1:0 | Kamerun | Stade 19 Mai 1956, Annaba |
| Webster Chikabala 58' |     |         | Stade 19 Mai 1956, Annaba |

| 3. března 1990 |     |      |                           |
| Senegal        | 0:0 | Keňa | Stade 19 Mai 1956, Annaba |
|                |     |      | Stade 19 Mai 1956, Annaba |

| 6. března 1990    |     |      |                           |
| Zambie            | 1:0 | Keňa | Stade 19 Mai 1956, Annaba |
| Linos Makwaza 40' |     |      | Stade 19 Mai 1956, Annaba |

| 6. března 1990                      |     |         |                           |
| Senegal                             | 2:0 | Kamerun | Stade 19 Mai 1956, Annaba |
| Mamadou Diallo 45' Moussa N'Dao 56' |     |         | Stade 19 Mai 1956, Annaba |

| 9. března 1990 |     |         |                           |
| Zambie         | 0:0 | Senegal | Stade 19 Mai 1956, Annaba |
|                |     |         | Stade 19 Mai 1956, Annaba |

| 9. března 1990            |     |      |                           |
| Kamerun                   | 2:0 | Keňa | Stade 19 Mai 1956, Annaba |
| Emmanuel Maboang 28', 69' |     |      | Stade 19 Mai 1956, Annaba |

## Play off

### Semifinále
| 12. března 1990 |     |                                       |                           |
| Zambie          | 0:2 | Nigérie                               | Stade 19 Mai 1956, Annaba |
|                 |     | Uche Okechukwu 18' Rashidi Yekini 77' | Stade 19 Mai 1956, Annaba |

| 12. března 1990                  |        |                             |                                                                            |
| Alžírsko                         | 2:1    | Senegal                     | Stade 5 Juillet 1962, Alžír diváci: 65 000 rozhodčí: Shizuo Takada (Japan) |
| Djamel Menad 4' Djamel Amani 62' | Report | Abdelhakim Serrar 20' (vl.) | Stade 5 Juillet 1962, Alžír diváci: 65 000 rozhodčí: Shizuo Takada (Japan) |

### O 3. místo
| 15. března 1990       |     |         |                             |
| Zambie                | 1:0 | Senegal | Stade 5 Juillet 1962, Alžír |
| Webster Chikabala 73' |     |         | Stade 5 Juillet 1962, Alžír |

### Finále
| 16. března 1990    |        |         |                                                                                   |
| Alžírsko           | 1:0    | Nigérie | Stade 5 Juillet 1962, Alžír diváci: 100 000 rozhodčí: Jean-Fidele Diramba (Gabon) |
| Chérif Oudjani 38' | Report |         | Stade 5 Juillet 1962, Alžír diváci: 100 000 rozhodčí: Jean-Fidele Diramba (Gabon) |